# Állami Tretyjakov Galéria

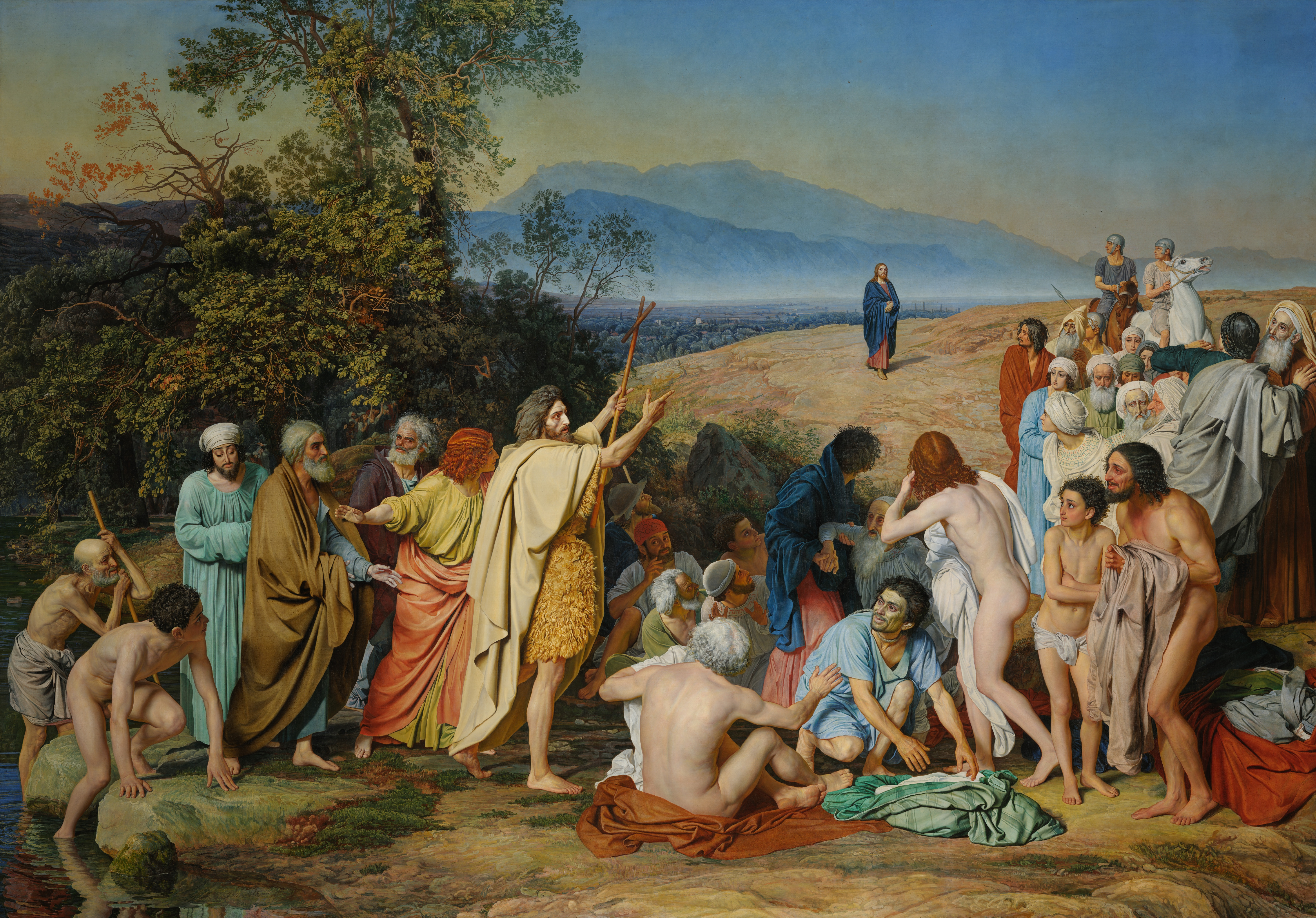
Alekszandr Ivanov: Krisztus megjelenik a nép előtt (540 × 750 cm)

A Tretyjakov Galéria vagy Tretyjakov Képtár, teljes nevén Állami Tretyjakov Galéria (oroszul: Государственная Третьяковская галерея) az orosz képzőművészet alkotásait gyűjtő és bemutató múzeum Moszkvában.
A 19. században élt Tretyjakov-fivérek magángyűjteményéből a 20. század végére az orosz festészetet, szobrászatot, rajz- és részben iparművészetet is bemutató egyik legnagyobb kulturális létesítmény lett. Műtárgyainak számát 2006-ban 130 000-re becsülték. Állandó kiállításán többek között világhírű középkori ikonfestők, 19. századi realisták, 20. századi modern irányzatok jeles képviselőinek remekei láthatók.
Az alapítás óta épületeit folyamatosan bővítették, de az állandó kiállítás egy része ma is az eredeti épületben, a Lavrusinszkij köz 10. szám alatt látható. A 20. századi mesterek alkotásai a Moszkva folyó rakpartján, a Krimszkij Val (Krími Sánc-) utcában álló hatalmas, modern épület egyik felében tekinthetők meg. 1986-ban a múzeumi szervezetet több fiókintézménnyel bővítették, azóta az intézmény hivatalos neve: „Állami Tretyjakov Galéria” Összszövetségi (1994-től: Összoroszországi) múzeumi egyesülés.

## Története, épületei

### A Tretyjakovok magánképtára

Pavel Tretyjakov portréja (Repin festménye)

A Tretyjakov-família ismert gyártulajdonos- és kereskedőcsalád volt a régi Moszkvában. Pavel Mihajlovics Tretyjakovot (1832–1898) azonban a művészet jobban érdekelte, mint az üzleti élet. A mai híres múzeum alapjait az ő műgyűjtői tevékenysége vetette meg. Az alapítás idejének az 1856-os évet tartják, amikor a fiatal Pavel Tretyjakov először vásárolt orosz festőktől képeket.
Képtára az 1860-as években kezdett formálódni, ekkor elsősorban kortárs orosz festők képeinek megszerzésére törekedett. Célul tűzte ki az orosz festészet minél teljesebb, sokoldalú bemutatását a nyilvánosság számára. Állandó kapcsolatban állt a Vándorkiállítási Társaság tagjaival, több képét közvetlenül a társaság kiállításain szerezte meg, vásárlásait a képek kiválasztásával neves művészek, köztük Ivan Kramszkoj és Ilja Repin is segítették. Idővel a 19. századi alkotások mellett a 18. századi mesterek akkor még kevéssé értékelt műveit is gyűjteni kezdte.
Az 1870-es években Tretyjakov tovább szélesítette műpártolói tevékenységét: már nemcsak vásárolt, hanem élvonalbeli festőknek megrendeléseket is adott a kortárs művészet és irodalom kiemelkedő személyiségei portréinak elkészítésére. Fiatal tehetségek pályakezdését is segítette, ő figyelt fel elsőként az orosz festészet századvégi új irányzatainak képviselőire és megszerezte akkor még alig ismert festők képeit.
Öccse, Szergej Tretyjakov szintén műgyűjtő volt, őt azonban főként a nyugat-európai mesterek képei vonzották. A két testvér 1874-ben nyitotta meg gyűjteményeit a közönség számára. Előzőleg a még 1851-ben vásárolt Tretyjakov-házat átépítették és később is több alkalommal bővítették; 1882-ben például hat új termet alakítottak ki, hogy helyet biztosítsanak Vaszilij Verescsagin Turkesztáni sorozatának.

### Moszkva város tulajdonában
1892-ben az ifjabb Tretyjakov elhunyt, végrendeletében kollekcióját Moszkva városára hagyta. Ugyanebben az évben bátyja, Pavel Tretyjakov gyűjteményét a Tretyjakov-házzal együtt szintén a városnak ajánlotta fel. Kettejük gyűjteményéből városi művészeti galéria alakult, melyet 1893-ban, az orosz festők első kongresszusával egyidőben nyitottak meg.

Pavel Tretyjakov élete végéig a galéria kurátora maradt. 1898-ban bekövetkezett halála után az irányítást egy tanács vette át, melynek többek között Tretyjakov lánya és Valentyin Szerov festő is tagja volt. A tanács kezdeményezésére kiszélesítették a gyűjtés időbeli kereteit és megszervezték a régi orosz művészet osztályát, de gyűjtötték a századelő forrongó művészeti életét reprezentáló alkotásokat is. 

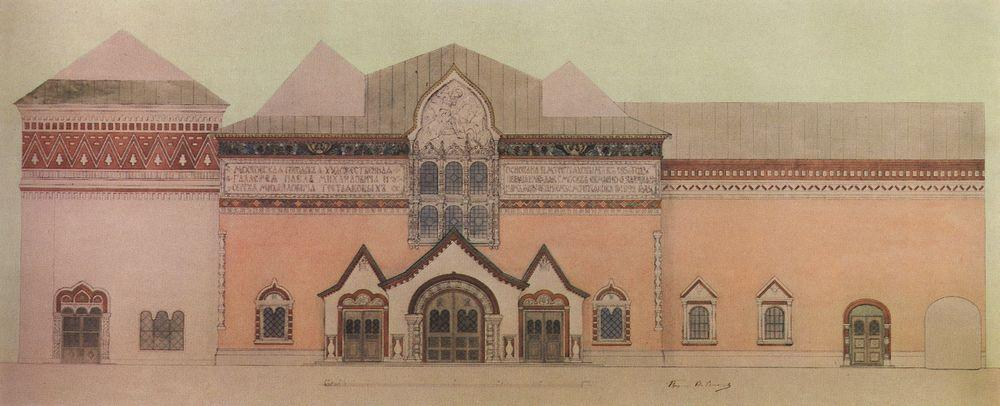
Az épület homlokzatának vázlata (Vasznyecov terve alapján, 1904)

1901-1902-ben Viktor Vasznyecov festő tervei alapján elkészült a Tretyjakov-ház „orosz stílusú”, napjainkban is látható homlokzata.
A további gyarapodást vásárlások és jelentős adományok biztosították, utóbbiak közül kiemelkedő jelentőségű volt M. A. Morozov végrendeletileg 1910-ben a galériára hagyott kollekciója. 1913-ban a kor ismert festője és művészettörténésze, Igor Grabar lett a képtár kurátora. Grabar arra törekedett, hogy a „magángyűjteményt európai típusú múzeummá formálja”, és gyökeresen átalakította a képtár struktúráját. Irányítása alatt a beszerzés sorrendje helyett a történeti-kronológiai elvet alapul vevő és a festők életművét egységesen kezelő bemutatási rendet vezettek be.

### Azállamosításután
1917-ben a galéria leltárában több mint 4000 mű szerepelt. A gyűjteményt 1918. júniusában nemzeti tulajdonba vették, a városiból állami múzeum lett, nevét Állami Tretyjakov Galériára változtatták. Grabar igazgatóként folytathatta tovább az intézmény vezetését.
Ugyanebben az évben központosított állami múzeumi alapot hoztak létre, mely 1927-ig állt fenn. Ide kerültek az államosítások, templombezárások során kisajátított magán- és egyházi tulajdonú javak műkincsei, és ez az alap osztotta el azokat az állami múzeumok között.
Az 1920-as években jutottak a Tretyjakov Galériába többek között a Moszkva környéki udvarházak, főúri paloták és templomok műtárgyai, vagy híres moszkvai műgyűjtők mint Ivan Cvetkov vagy Ilja Osztrouhov (1905-1913 között a Tretyjakov Galéria kurátora) magángyűjteményei. Ugyanakkor profiltisztítás címén a galériából átadták – többségében a Szépművészeti Múzeumnak (ma: Puskin Múzeum) – a nyugat-európai festészeti anyagot, benne az ifjabb Tretyjakov egykori kollekciójának képeit is. Szintén a húszas évektől kezdték gyűjteni a nem orosz nemzetiségű szovjet művészek alkotásait.
A gyűjtemények gyarapodása egyre újabb raktár- és kiállítótereket igényelt. A Tretyjakov-házat műszakilag felújították, bevezették a villanyvilágítást (1929) és a helyhiány enyhítésére két új épülettömböt emeltek. 1932-ben a galériának átadták a már korábban bezárt szomszédos Csodatevő Miklós-templom épületét is. Az 1930-as években újabb termek építésével a kiállítási területet csaknem megkétszerezték.
1941-ben a Moszkvát fenyegető német támadás elől a képtár anyagát Novoszibirszkbe, kisebb részét Molotov városba (ma: Perm) menekítették, a múzeumépület azonban súlyos károkat szenvedett. A helyreállítás már a következő évben megkezdődött, 1944-re az 52 teremből 40-et rendbehoztak és így a gyűjteményeket visszaszállíthatták. 1945. május közepétől a galéria ismét fogadta látogatóit.

### Változások a 20. század második felében

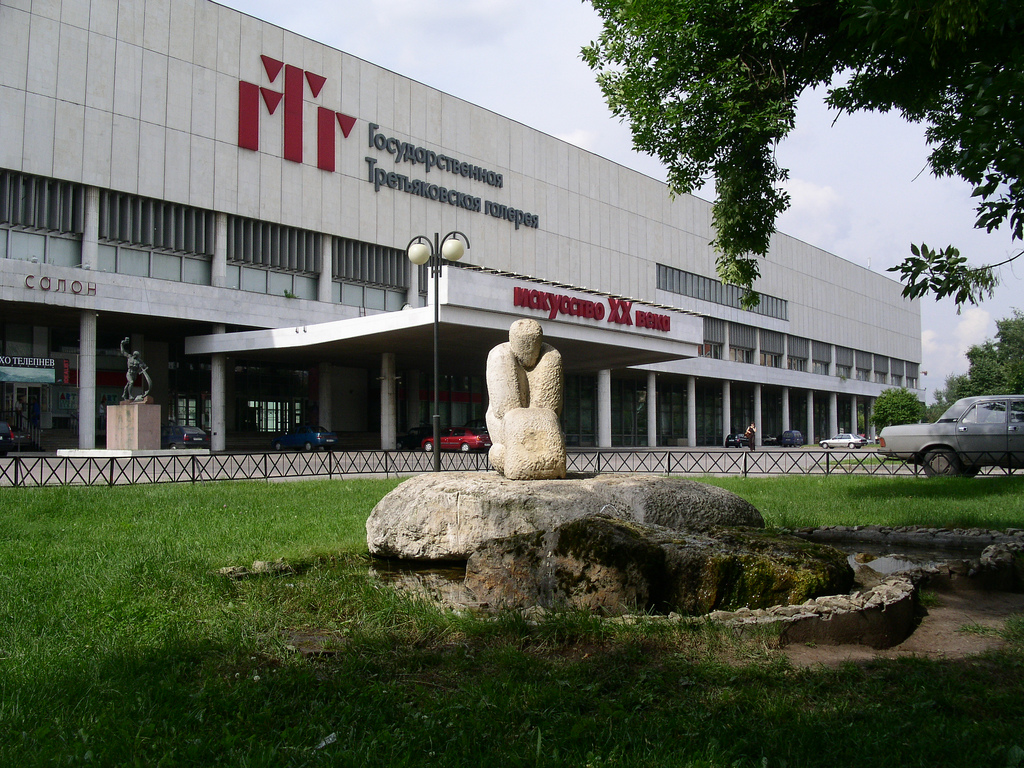
A 20. századi kiállítás épülete

1956-ban az akkor 100 éves múzeum mintegy 35 000 műtárggyal rendelkezett. Ebben a centenáriumi évben kormányhatározat született arról, hogy a Tretyjakov Galériát új helyre, a Moszkva folyó Krími rakpartján létesítendő új épületbe költöztetik. Három évvel később létrehozták a Szovjetunió Állami Képtárát, mely a szovjet alkotásokat volt hivatva gyűjteni, és egy újabb határozat a tervezett épületet ennek az új intézménynek juttatta volna, mellette épült volna fel a Szovjet Festőművészek Szövetségének kiállítási épülete. Végül úgy határoztak, hogy a két intézmény részére egyetlen épületet emelnek. Az építkezés 1965-ben kezdődött és csak az 1970-es évek legvégén fejeződött be.
1985-ben a Szovjetunió Állami Képtárát és a Tretyjakov Galériát – az utóbbi nevét megtartva – egyesítették, az 1917 után született alkotásokat a rakparton emelt új épületben helyezték el. 1986 elején a „régi” galériát a teljes felújítás idejére, csaknem 10 évre bezárták. Korszerűsítve, új kiállítóterekkel és egy új épülettömbbel – az ún. „mérnöki épület”-tel – bővítve 1995 tavaszán nyitották meg újra a közönség előtt.
A múzeumi együttes része a 17. század végén épült tolmacsi Csodatevő Miklós-templom (Церковь Николая Чудотворца в Толмачах) műemlék épülete. (Tolmacsi korábban önálló település volt, ma a főváros része.) A templomot 1989-92-ben restaurálták, majd újra felszentelték és a Tretyjakov Galéria házi templom-múzeumaként nyitották meg. 1999-ben ide helyezték át a múzeum leghíresebb kincsét, a Vlagyimiri Istenanya ikont, mely a 12. században Konstantinápolyban készült, hosszú és kalandos úton a 15. században került Moszkvába és az orosz birodalom egyik legismertebb kegytárgya lett.
1986-ban a múzeumi szervezetet tovább bővítették, több moszkvai emlékmúzeum, köztük V. M. Vasznyecov festő múzeuma, S. Sz. Golubkina szobrásznő egykori műterme önálló osztályként az intézmény része lett.

## Gyűjtemények, állandó kiállítások

### A központi épületben

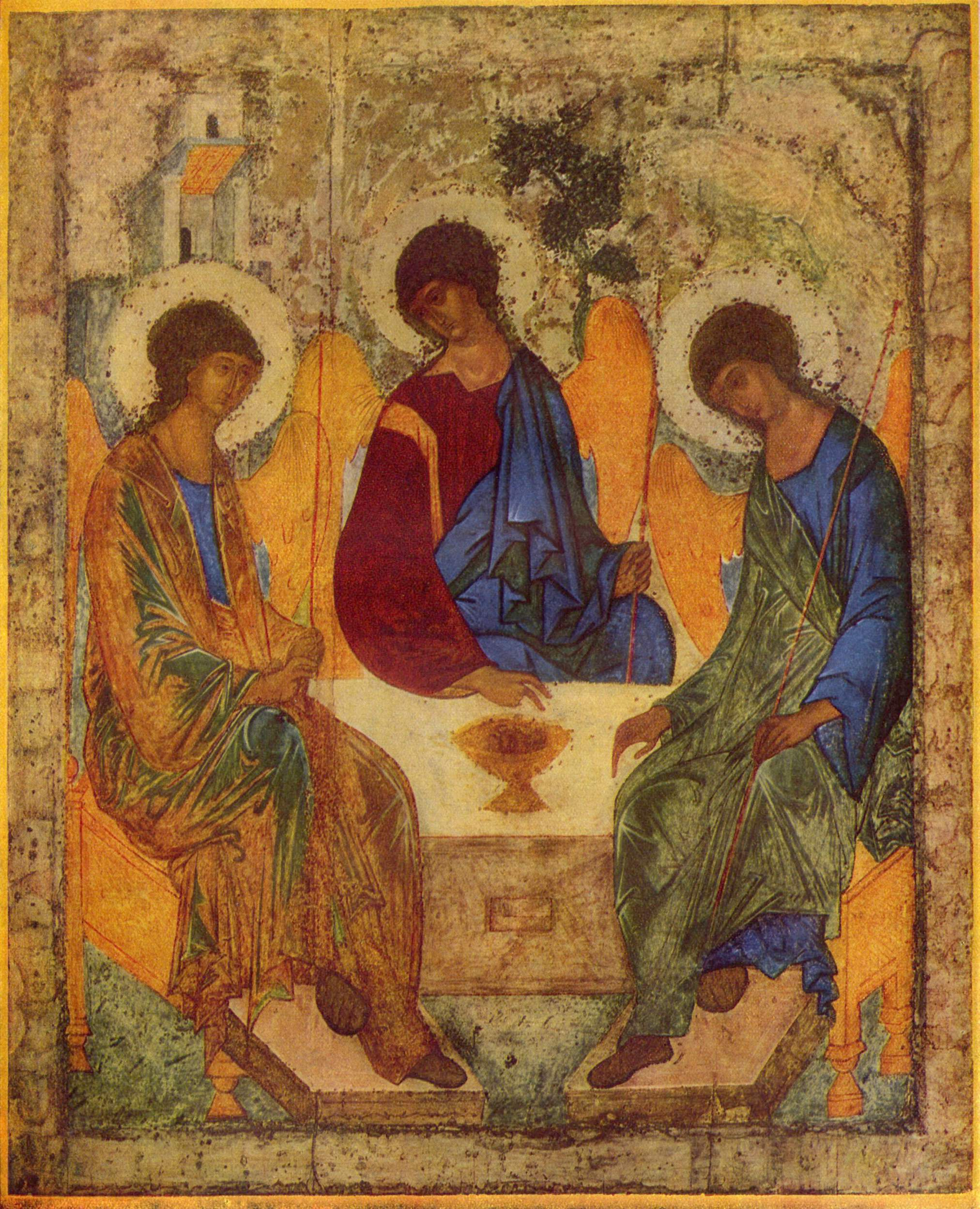
Andrej Rubljov: Szentháromság

A múzeum központi épületeiben található az orosz művészetet a kezdetektől a 20. század elejéig végigkövető állandó kiállítás.
A régi orosz művészetet bemutató termekben a 12-17. századi világhírű és ismeretlen ikonfestők művei egyaránt láthatók. 1923-ban a régi orosz festészet osztálya alig 70 ikonnal rendelkezett, de a következő években állománya gyorsan szaporodott. Amikor I. Sz. Osztrouhov festő, műgyűjtő halála (1929) után egykori magánmúzeumát felszámolták, híres ikongyűjteményének darabjait több állami múzeumban helyezték el, azóta jelentős részük a galéria tulajdona lett. A gyűjtemény ma már kb. 3000 darabból áll, féltett kincsei közé tartoznak többek között Feofan Grek képei, Andrej Rubljov ikonjai, köztük leghíresebb alkotása, a Szentháromság (1425–1427), vagy Gyionyiszij 15-16. század fordulóján készített ikonjai.
A 18. századi festészet gyűjteményében több mint négyszáz műtárgyat őriznek. A kollekció leghíresebb részét az orosz portréfestészet három ismert képviselője: F. Sz. Rokotov, D. G. Levickij és V. L. Borovikovszkij művei alkotják. Ezek egy része a N. P. Rumjancev gróf magángyűjteményét őrző múzeum felszámolása után, 1925-ben került a galériába.
A 19. század első felének festészeti anyaga ezernél több festményből áll, ennek negyede már az 1892-ben Moszkvának átadott magángyűjteményben is megvolt. A későbbi szerzemények közül kiemelkedő jelentőségű Alekszandr Ivanov főműve, a Krisztus megjelenik a nép előtt című (másik címe: A Messiás megjelenése) hatalmas méretű festmény (1837–1857). Bemutatását a galériában külön e célra 1932-ben kialakított terem tette lehetővé. A képet Ivanov tanulmányainak és vázlatainak rendkívül gazdag gyűjteményével együtt az egykori Rumjancev-féle múzeumtól vették át.

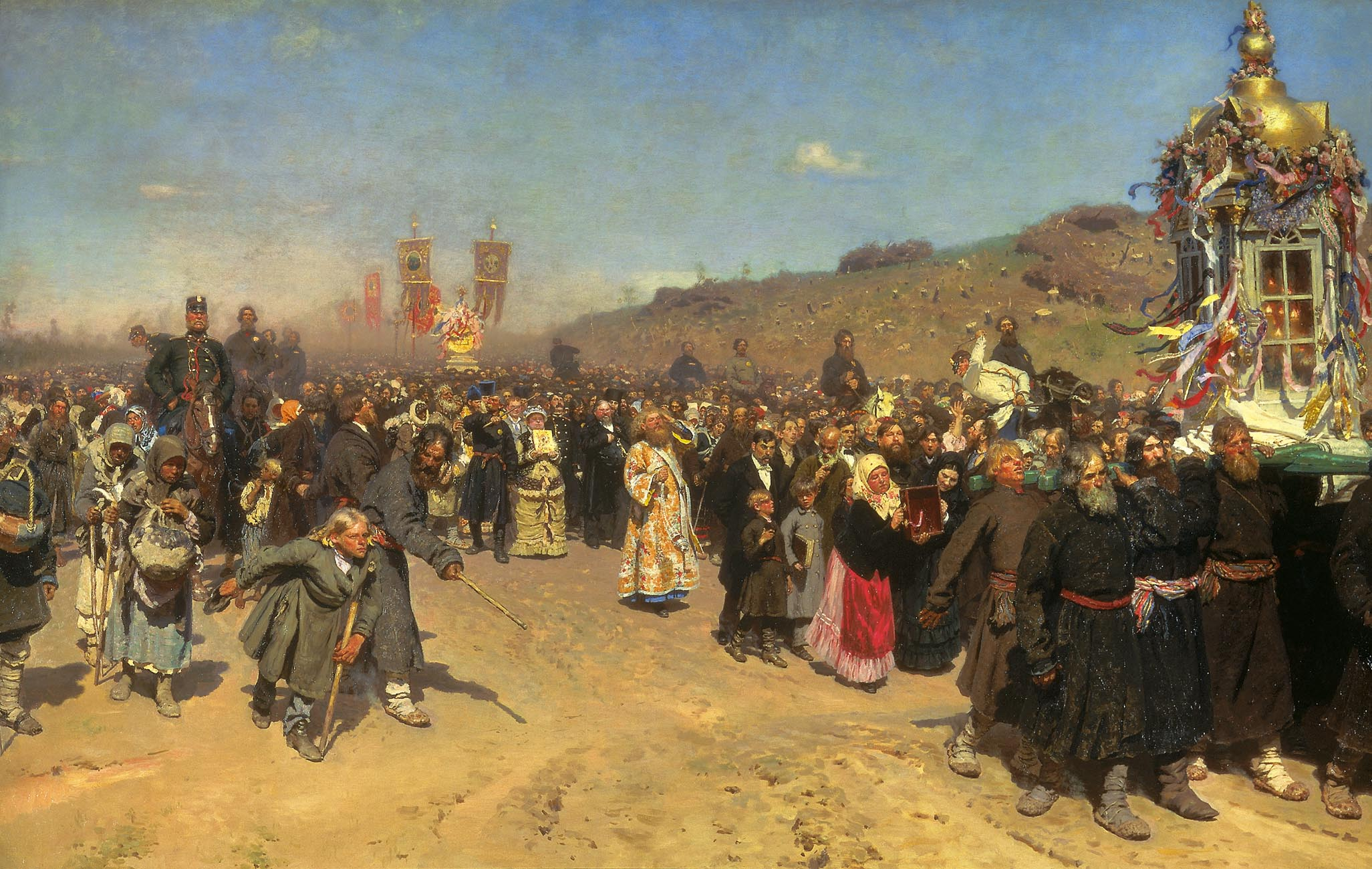
Repin: Húsvéti körmenet a Kurszki kormányzóságban

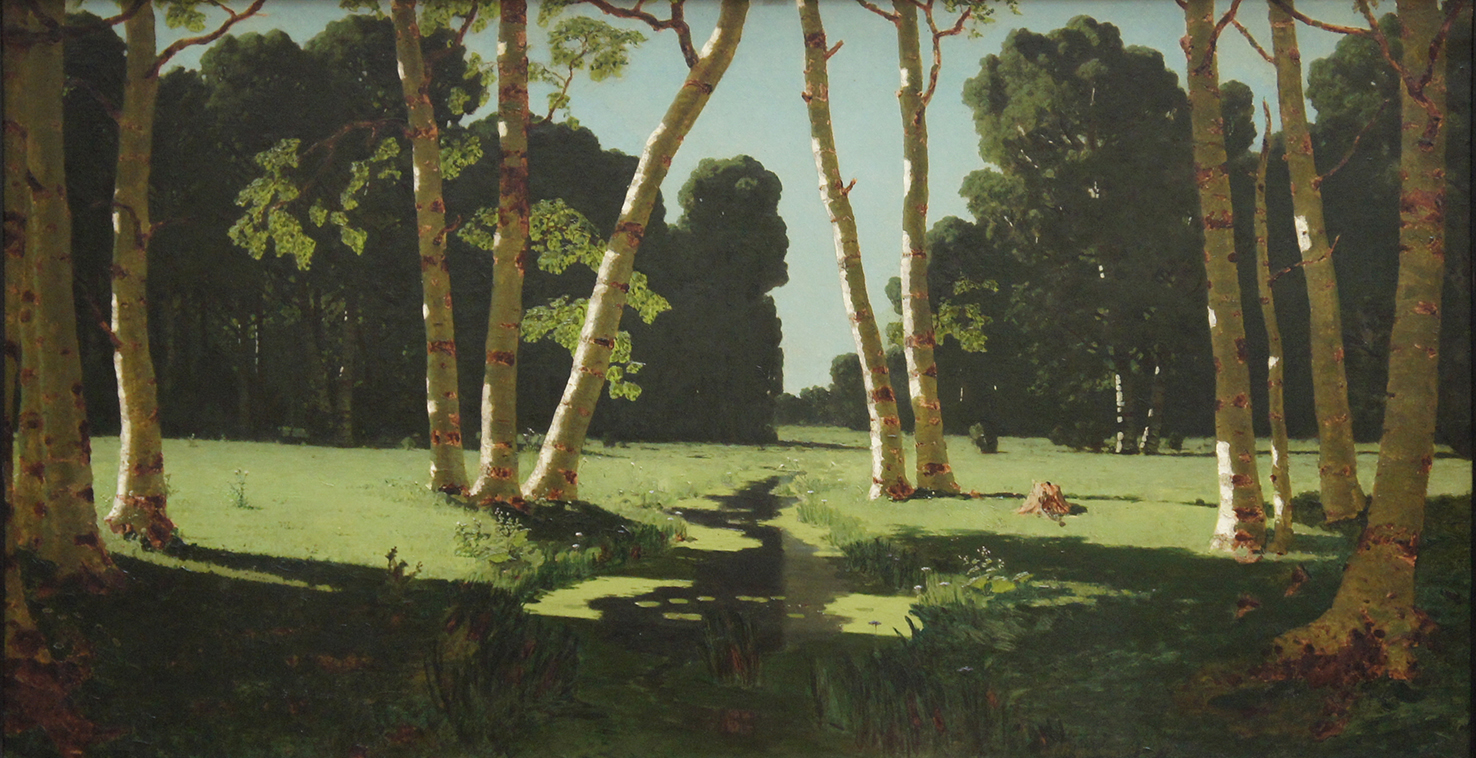
Kuindzsi: Nyírfaliget

A 19. század második felének festészetét felölelő anyag a múzeum legteljesebbnek mondható gyűjteménye. Alapját a Pavel Tretyjakov által egykor vásárolt, illetve megrendelt műalkotások képezik. A kollekció jelenlegi 2000 festményéből 1200, a 140 Repin-képből több mint 50 kép az alapító Tretyjakov szerzeménye. Az ő megrendeléseinek köszönhetők pl. Tolsztoj (1873) és Nyekraszov (1877-78) Ivan Kramszkoj által készített portréi, Osztrovszkij, Dosztojevszkij és Turgenyev Vaszilij Perov által festett arcképei.
A kiállításon látható az orosz realista festőiskola kiemelkedő képviselőinek megannyi híres alkotása, mint Szavraszov Megjöttek a varjak (1871), Kramszkoj Krisztus a sivatagban (1872), Repin Húsvéti körmenet a Kurszki kormányzóságban (1880–1883) és Rettegett Iván és fia, Iván (1885) című festményei, Vaszilij Perov életképei, Vaszilij Verescsagin háborús tablói, a történelmi festészet kiemelkedő művelőinek mint Vaszilij Szurikov, Viktor Vasznyecov vásznai, Ivan Siskin kissé idealizált világú, Iszaak Levitan impresszionisztikus vagy Arhip Kuindzsi eredeti látásmódú, dekoratív tájképei (Nyírfaliget, 1879).
Külön termet alakítottak ki a század végén készült két hatalmas méretű tabló: Repin III. Sándor cár a moszkvai Péter palotában fogadja a járási elöljárókat (1886) és Mihail Vrubel Greza hercegnő (1896) című festményei számára.
A 19-20. század fordulóján az orosz festészetben is jelentkező új irányzatokat többek között Vrubel egyéni stílusú vásznai és Valentyin Szerov impresszionista ihletésű képei (Kislány őszibarackkal, 1887) képviselik. Az orosz avantgárd anyaga a 20. századi kiállításon kerül bemutatásra.
A 18. század és a 20. század eleje közötti időszak grafikai gyűjteménye mintegy 30 000 grafikai lapot tartalmaz. A Pavel Tretyjakov által átadott kollekció eredetileg mintegy 1600 rajzból és metszetből állt. A grafikai osztályt 1925-ben szervezték meg, miután Ivan Cvetkov moszkvai műgyűjtő 1500 rajzot és akvarellt tartalmazó értékes gyűjteményét a galériának adták át. A további államosítások során, valamint adományok és vásárlások útján a rajzokból, akvarellekből, plakátokból, albumokból álló anyag gyorsan gyarapodott.
Az állandó kiállítás egy elkülönített része ebből a gazdag grafikai anyagból ad ízelítőt. A természetes éles fényre érzékeny grafikai lapok szórt fényben, mesterséges megvilágításban kerülnek a közönség elé. Itt láthatók többek között Brjullov, Vasznyecov, Szurikov, Repin alkotásai – Repinnek pl. Lev Tolsztojt szántás közben ábrázoló rajza –, a későbbi mesterek közül Vrubel, A. N. Benua vagy El Liszickij akvarelljei.
A szobrászati gyűjtemény anyagában csak 33 mű származik Pavel Tretyjakov vásárlásaiból. Szobrászati alkotásokat lényegében csak az 1920-as években kezdtek el rendszeresen beszerezni a központi múzeumi alapon keresztül, de a szobrászati osztályt hamarosan megszüntették. A kollekció a szovjet időszak alkotásaival gyorsan bővült. 1955-ben újra megszervezték a 18-20. századi szobrászati osztályt, majd 1986-ban ebből hozták létre külön az 1917 előtti, és külön a 20. századi szobrászati osztályt, illetve gyűjteményt.
Egy külön részleg, az ún. Kincsesház kiállításán aranyból, ezüstből és drágakövekből készült, művészien megformált ötvösmunkák, iparművészeti alkotások csodálhatók meg.

### A Krími rakparti épületben

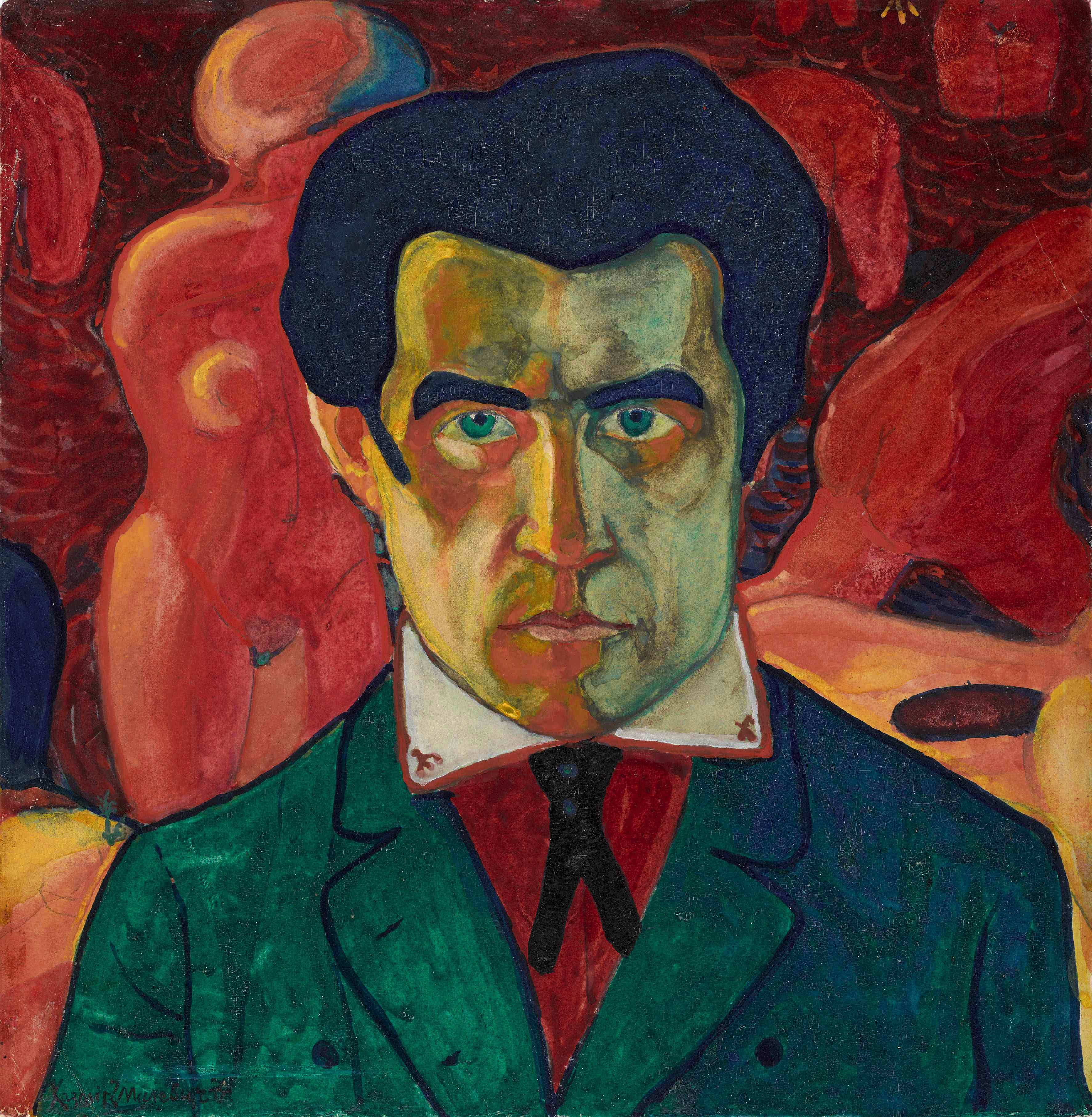
Kazimir Malevics: Önarckép

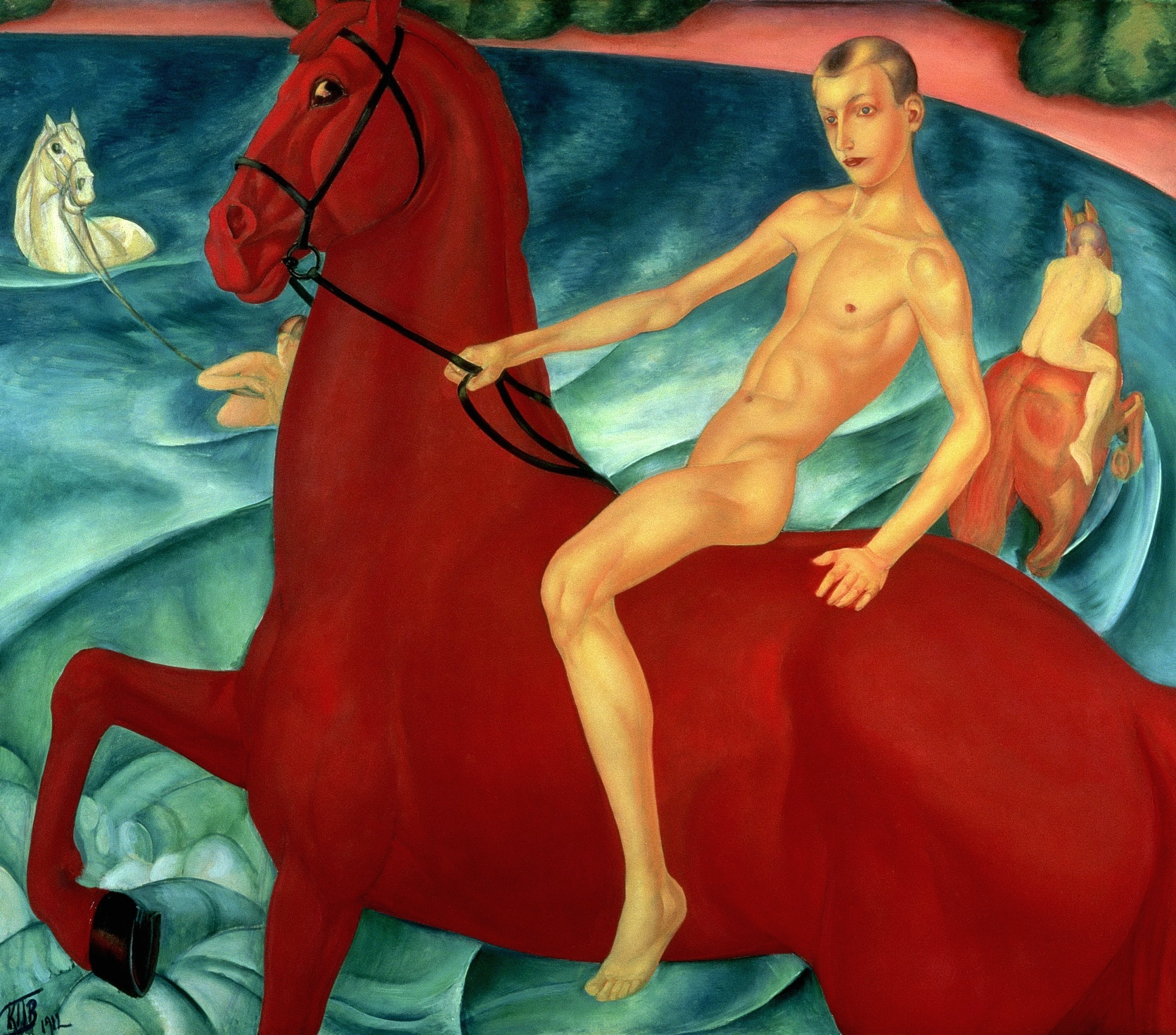
Petrov-Vodkin: A vörös mén fürdetése

A 20. század orosz művészete című állandó kiállítás a Krími rakparton lévő épület egy részében kapott helyet. A hatalmas épület másik felét egy többfunkciós kiállítási komplexum foglalja el.
A Moszkvában 1919-ben alakult és 10 évvel később felszámolt Festészeti Kultúra Múzeuma (Музей живописной культуры) állományából kerültek a múzeumba az orosz avantgárd művészek, Kazimir Malevics, Vaszilij Kandinszkij, Vlagyimir Tatlin és mások munkái. Egy idő után a hivatalos kultúrpolitika az avantgárd művészetet is a rendszertől idegennek nyilvánította, alkotásait a kiállítótermekből szinte teljesen száműzte. Az avantgárd teljes „rehabilitációja” csak az 1980-as években történt meg.
Az 1920-as végétől kezdődött a szovjet korszak alkotásainak nagyobb szabású beszerzése. A galéria szovjet osztálya nemcsak az orosz, hanem a szövetséges köztársaságok művészetét képviselő mesterek munkáit is gyűjtötte.
A Krími rakparti épületben a 20. század orosz művészetét bemutató első állandó kiállítást 1998 végén, Pavel Tretyakov halálának 100. évfordulóján nyitották meg. Nyolc évvel később, a múzeum fennállásának 150. évfordulója alkalmából a kiállítást átrendezték. Az 1910–1920-as évek művészete az első 13 teremben, az 1930-as évekkel kezdődő időszak művészete a 14-38. teremben kapott helyet, a kortárs művészek alkotásait pedig a 39-42. teremben helyezték el.
A kiállítás áttekintést ad az utóbbi száz év orosz művészetéről. Bemutatja a századelő világhírű avantgárd mestereit, Kandinszkij, Kazimir Malevics, Petrov-Vodkin, Tatlin, Alekszandr Rodcsenko és mások műveit, Marc Chagall néhány korai képét.
Bőven szerepelnek a kiállításon a sematizmus, a szocialista realizmus korának munkái és helyet kaptak a század utolsó harmadában új utakat kereső művészek, valamint a kortárs művészet reprezentánsainak alkotásai is.